# Амаду Діавара
Амаду Діавара (фр. Amadou Diawara, нар. 17 липня 1997, Конакрі) — гвінейський футболіст, півзахисник бельгійського «Андерлехта» і національної збірної Гвінеї.

## Ігрова кар'єра
Народився 17 липня 1997 року в місті Конакрі. З 10 років навчався в місцевій футбольній школі. Через кілька років його помітив скаут Роберто Візані, який привіз його до Італії. Тут він спочатку був зареєстрований за аматорський клуб «Віртус Чезена», а в 2014 році, після декількох переглядів, він був найнятий «Сан-Марино Кальчо», клубом італійської Леги Про. 2 лютого 2015 року в поєдинку проти «Асколі» він дебютував на полі. У сезоні 2014/15 році він провів 15 поєдинків за свій перший клуб і привернув увагу великих команд.
У липні 2015 року за 420 тисяч фунтів стерлінгів був куплений «Болоньєю». Також був інтерес до гравця з боку «Челсі». 22 серпня Амаду дебютував у Серії А у поєдинку проти «Лаціо», вийшовши на 83-й хвилині на заміну замість Лоренцо Крізетіга. У сезоні 2015/16 з'явився на полі у 34 зустрічах.
По завершенні сезону з'явилася низка чуток про можливий трансфер гравця. Так, повідомлялося, що ним всерйоз цікавляться «Шальке 04» та «Ювентус». У червні 2016 року повідомлялося про серйозний інтерес до гравця з боку «Валенсії». 26 серпня 2016 року Амаду Діавара офіційно перейшов до італійського «Наполі». За три сезони відіграв за неаполітанську команду 49 матчів в національному чемпіонаті, забивши один гол.
1 липня 2019 року став гравцем столичної «Роми», яка викупила його трансфер за 21 мільйон євро і уклала з гвінейцем п'ятирічний контракт. Спочатку регулярно отримував ігровий час у новій команді, утім згодом деделі рідше з'являвся на полі, а протягом сезону 2021/22 взяв участь лише у 8 офіційних іграх, у тому числі чотирьох — на Кубок країни.
31 серпня 2022 року за 3 мільйони євро (плюс половину від суми наступного продажу) перейшов до бельгійського «Андерлехта».

## Збірна
Діавара народився в Гвінеї, але з 2014 року грає у футбол в Італії, і ініціював процес отримання італійського громадянства. Тренер італійської збірної Джамп'єро Вентура намагався залучити його до своєї команди.
Утім гравець зробив свій вибір на користь батьківщини і 2018 року дебютував в офіційних матчах у складі національної збірної Гвінеї.
Був основним гравцем збірної на Кубку африканських націй 2019 року в Єгипті.

## Статистика виступів

### Статистика клубних виступів
Станом на 4 вересня 2022 року
| Сезон              | Команда             | Чемпіонат          | Чемпіонат | Чемпіонат | Національний кубок | Національний кубок | Національний кубок | Єврокубки | Єврокубки | Єврокубки | Інші змагання | Інші змагання | Інші змагання | Усього | Усього |
| Сезон              | Команда             | Ліга               | Ігор      | Голів     | Ліга               | Ігор               | Голів              | Ліга      | Ігор      | Голів     | Ліга          | Ігор          | Голів         | Ігор   | Голів  |
| ------------------ | ------------------- | ------------------ | --------- | --------- | ------------------ | ------------------ | ------------------ | --------- | --------- | --------- | ------------- | ------------- | ------------- | ------ | ------ |
| 2014–15            | «Сан-Марино Кальчо» | ЛП (ІІІ)           | 15        | 0         | КІ-ЛП              | 0                  | 0                  | -         | -         | -         | -             | -             | -             | 15     | 0      |
| 2015–16            | «Болонья»           | A                  | 34        | 0         | КІ                 | 1                  | 0                  | -         | -         | -         | -             | -             | -             | 35     | 0      |
| 2016–17            | «Наполі»            | A                  | 18        | 0         | КІ                 | 4                  | 0                  | ЛЧ        | 6         | 0         | -             | -             | -             | 28     | 0      |
| 2017–18            | «Наполі»            | A                  | 18        | 1         | КІ                 | 1                  | 0                  | ЛЧ+ЛЄ     | 6+2       | 1+0       | -             | -             | -             | 27     | 2      |
| 2018–19            | «Наполі»            | A                  | 13        | 0         | КІ                 | 2                  | 0                  | ЛЧ+ЛЄ     | 0+4       | 0+0       | -             | -             | -             | 19     | 0      |
| Усього за «Наполі» | Усього за «Наполі»  | Усього за «Наполі» | 49        | 1         |                    | 7                  | 0                  |           | 18        | 1         |               | -             | -             | 74     | 2      |
| 2019–20            | «Рома»              | A                  | 22        | 1         | КІ                 | 2                  | 0                  | ЛЄ        | 6         | 0         | -             | -             | -             | 30     | 1      |
| 2020–21            | «Рома»              | A                  | 18        | 1         | КІ                 | 0                  | 0                  | ЛЄ        | 10        | 0         | -             | -             | -             | 28     | 1      |
| 2021–22            | «Рома»              | A                  | 4         | 0         | КІ                 | 0                  | 0                  | ЛК        | 4         | 0         | -             | -             | -             | 8      | 0      |
| Усього за «Рому»   | Усього за «Рому»    | Усього за «Рому»   | 44        | 2         |                    | 2                  | 0                  |           | 20        | 0         |               | -             | -             | 66     | 2      |
| серп. 2022–23      | «Андерлехт»         | Д1                 | 1         | 0         | КБ                 | 0                  | 0                  | ЛК        | 0         | 0         | -             | -             | -             | 1      | 0      |
| Усього за кар'єру  | Усього за кар'єру   | Усього за кар'єру  | 143       | 3         |                    | 10                 | 0                  |           | 36        | 1         |               | 0             | 0             | 189    | 4      |

### Статистика виступів за збірну
Станом на 4 вересня 2022 року
| Дата       | Місто       | Господарі    | Результат | Гості        | Турнір                                     | Голи | Примітки |
| ---------- | ----------- | ------------ | --------- | ------------ | ------------------------------------------ | ---- | -------- |
| 12-10-2018 | Конакрі     | Гвінея       | 2 – 0     | Руанда       | Відбір до Кубка африканських націй 2019    | -    | 65'      |
| 16-10-2018 | Кігалі      | Руанда       | 1 – 1     | Гвінея       | Відбір до Кубка африканських націй 2019    | -    |          |
| 18-11-2018 | Конакрі     | Гвінея       | 1 – 1     | Кот-д'Івуар  | Відбір до Кубка африканських націй 2019    | -    |          |
| 11-6-2019  | Марракеш    | Гвінея       | 0 – 1     | Бенін        | товариський матч                           | -    | 87'      |
| 16-6-2019  | Александрія | Єгипет       | 3 – 1     | Гвінея       | товариський матч                           | -    | 87'      |
| 22-6-2019  | Александрія | Гвінея       | 2 – 2     | Мадагаскар   | Кубок африканських націй 2019 - 1-й етап   | -    |          |
| 26-6-2019  | Александрія | Нігерія      | 1 – 0     | Гвінея       | Кубок африканських націй 2019 - 1-й етап   | -    |          |
| 30-6-2019  | Каїр        | Бурунді      | 0 – 2     | Гвінея       | Кубок африканських націй 2019 - 1-й етап   | -    |          |
| 7-7-2019   | Каїр        | Алжир        | 3 – 0     | Гвінея       | Кубок африканських націй 2019 - 1/8 фіналу | -    |          |
| 10-10-2020 | Лоле        | Кабо-Верде   | 1 – 2     | Гвінея       | товариський матч                           | -    |          |
| 24-3-2021  | Конакрі     | Гвінея       | 1 – 0     | Малі         | Відбір до Кубка африканських націй 2021    | -    | 71'      |
| 1-9-2021   | Нуакшот     | Гвінея-Бісау | 1 – 1     | Гвінея       | Відбір до ЧС 2022                          | -    | 74'      |
| 6-10-2021  | Марракеш    | Судан        | 1 – 1     | Гвінея       | Відбір до ЧС 2022                          | -    | 46'      |
| 9-10-2021  | Агадір      | Гвінея       | 2 – 2     | Судан        | Відбір до ЧС 2022                          | -    |          |
| 12-10-2021 | Рабат       | Гвінея       | 1 – 4     | Марокко      | Відбір до ЧС 2022                          | -    | 85'      |
| 12-11-2021 | Конакрі     | Гвінея       | 1 – 1     | Гвінея-Бісау | Відбір до ЧС 2022                          | -    | 82'      |
| 16-11-2021 | Рабат       | Марокко      | 3 – 0     | Гвінея       | Відбір до ЧС 2022                          | -    |          |
| 3-1-2022   | Кігалі      | Руанда       | 3 – 0     | Гвінея       | товариський матч                           | -    | 68'      |
| 6-1-2022   | Кігалі      | Руанда       | 0 – 2     | Гвінея       | товариський матч                           | -    | 46'      |
| 10-1-2022  | Бафусам     | Гвінея       | 1 – 0     | Малаві       | Кубок африканських націй 2021 - 1-й етап   | -    |          |
| 14-1-2022  | Бафусам     | Сенегал      | 0 – 0     | Гвінея       | Кубок африканських націй 2021 - 1-й етап   | -    | 49' 78'  |
| 24-1-2022  | Бафусам     | Гвінея       | 0 – 1     | Гамбія       | Кубок африканських націй 2021 - 1/8 фіналу | -    | кап.     |
| 25-3-2022  | Кортрейк    | ПАР          | 0 – 0     | Гвінея       | товариський матч                           | -    |          |
| 5-6-2022   | Каїр        | Єгипет       | 1 – 0     | Гвінея       | Відбір до Кубка африканських націй 2023    | -    | 29'      |
| 9-6-2022   | Конакрі     | Гвінея       | 1 – 0     | Малаві       | Відбір до Кубка африканських націй 2023    | -    |          |
| Усього     |             | Матчів       | 26        |              | Голів                                      | 0    |          |

## Стиль гри
Являє собою класичного опорного півзахисника, легкого в бігу і чіпкого у відборі . Найбільших порівнянь удостоюється з Яя Туре. Також гравця порівнюють з Клодом Макелеле і Дідьє Зокора.

## Титули і досягнення
- Переможець Ліги конференцій УЄФА (1):

«Рома»: 2021–22